# Dolomedes upembensis
Dolomedes upembensis är en spindelart som först beskrevs av Roewer 1955.  Dolomedes upembensis ingår i släktet Dolomedes och familjen vårdnätsspindlar.
Artens utbredningsområde är Kongo. Inga underarter finns listade i Catalogue of Life.